# Malte Ludin
Malte Ludin (* 1942 in Bratislava, Slowakischer Staat) ist ein deutscher Filmregisseur und -produzent. Er ist ein Sohn von Hanns Ludin.

## Leben
Malte Ludin studierte nach seinem Abitur in Salem am Bodensee Politische Wissenschaften in Tübingen und am Otto-Suhr-Institut der Freien Universität Berlin. Er schloss das Studium 1968 als Diplom-Politologe ab. Nach einem einjährigen Volontariat beim Sender Freies Berlin (SFB) studierte er von 1970 bis 1974 an der Deutschen Film- und Fernsehakademie Berlin (DFFB) in Berlin. Sein Diplomfilm Kennen Sie Fernsehen? war der Eröffnungsfilm der XXIV. Internationalen Mannheimer Filmwoche 1974. Seit 1976 ist Malte Ludin freiberuflich tätig als Autor, Filmemacher und -Produzent. 1988 war er kommissarisch Studienleiter an der DFFB. Seit 1990 ist er geschäftsführender Gesellschafter der Svarc. Film GbR in Berlin. Am 18. Januar 2023 wurde Ludins Dokumentarfilm 2 oder 3 Dinge, die ich von ihm weiß im Goldenen Saal der Stadt Augsburg mit dem Marion-Samuel-Preis 2022 ausgezeichnet.

## Filmografie (Auswahl)
- 1976: Kein Untertan – Wolfgang Staudte und seine Filme (Dokumentarfilm) (Drehbuch/Regie)
- 1983: Flusslandschaft und nasses Grab (Drehbuch/Regie)
- 1983: Zoom ins Ungewisse (Dokumentarfilm) (Drehbuch/Regie)
- 1985: Fabrik zum Selbermachen (Dokumentarfilm) (Drehbuch/Regie)
- 1986: Trümmerfilme (Dokumentarfilm) (Drehbuch/Regie)
- 1987: Videobrief aus Buenos Aires (Dok.Video) (Drehbuch/Regie)
- 1989: Keine Experimente. Filmzensur in der Ära Adenauer (Dokumentarfilm) (Drehbuch, Produktion/Regie)
- 1990: Karel Capek (Kurzfilm) (Drehbuch/Regie)
- 1990: Die Frau seines Lebens (Kurzfilm) (Produktion)
- 1992: Schalom Tatjana (Produktion)
- 1993: Mulo, eine Zigeunergeschichte (Produktion)
- 1996: Böhmische Dörfer (Dokumentarkurzfilm) (Drehbuch/Regie zusammen mit Iva Švarcová)
- 1995: Blick aus dem Fenster (Produktion)
- 2001: Als Großvater Rita Hayworth liebte (Produktion)
- 2005: 2 oder 3 Dinge, die ich von ihm weiß (Dokumentarfilm) (Drehbuch/Regie)[2]
- 2008: Als die Panzer kamen (Dokumentarfilm) (Drehbuch/Regie)
- 2014: D.U.D.A! Werner Pirchner (musikalischer Dokumentarfilm) (Drehbuch/Regie)[3]
- 2019: Tonsüchtig. Die Wiener Symphoniker von innen. (Dokumentarfilm) (Drehbuch/Regie zusammen mit Iva Švarcová)

## Schriften
- Aufsätze zu Joris Ivens, Luis Buñuel, Charlie Chaplin, Siegfried Kracauer, Leni Riefenstahl u. a.
- Film-, Fernseh- und Buchkritiken
- Radiofeatures und -reportagen
- Monografie: Wolfgang Staudte, Rowohlt Verlag
- Zwei oder 3 Dinge,.. Nachtrag. In: Zuflucht Zürich – Fluchtpunkt Poesie. 8. Else-Lasker-Schüler-Almanach
- Beitrag in: Stuttgarter NS-Täter. Vom Mitläufer zum Massenmörder. Hrsg. Hermann G. Abmayr.

## Einzelbelege
1. ↑  Profil bei www.german-films.de
2. ↑  2 oder 3 Dinge, die ich von ihm weiß, Webseite zum Film.
3. ↑  http://www.duda-derfilm.at/

| Personendaten    | Personendaten                                 |
| ---------------- | --------------------------------------------- |
| NAME             | Ludin, Malte                                  |
| KURZBESCHREIBUNG | deutscher Film-Produzent und Dokumentarfilmer |
| GEBURTSDATUM     | 1942                                          |
| GEBURTSORT       | Bratislava, Slowakischer Staat                |